# Cornus × acadiensis
Cornus acadiensis là một loài thực vật có hoa trong họ Cornaceae. Loài này được Fernald miêu tả khoa học đầu tiên năm 1941.